# Anachis varia
Espèce
L'espèce Anachis varia est une espèce de mollusques gastéropodes appartenant à la famille des Columbellidae.
- Répartition : Du Mexique au Pérou à l'ouest, et du Costa Rica à la Colombie à l'est.
- Longueur : 3 cm.

## Source
- Arianna Fulvo et Roberto Nistri (2005). 350 coquillages du monde entier. Delachaux et Niestlé (Paris) : 256 p.  (ISBN 2-603-01374-2)